# كولن نوريس
كولن نوريس (بالإنجليزية: Colin Norris) هو ممرض بريطاني، ولد في 12 فبراير 1976 في غلاسكو في المملكة المتحدة.